# Stazione di Roncanova
La stazione di Roncanova è stata una fermata ferroviaria posta lungo alla ferrovia Bologna-Verona. Serviva Roncanova frazione di Gazzo Veronese.

## Storia
La fermata venne inaugurata insieme al tronco Ostiglia–Nogara il 1º ottobre 1912. Continuò il suo servizio fino alla sua chiusura avvenuta nel 2008.